# Mad World
«Mad World» («Безумный мир») — песня британской группы Tears For Fears. Написана Роландом Орзабалом, исполнена Куртом Смитом. Это был третий релиз сингла группы и первый хит в чартах, достигший третьего места в UK Singles Chart в ноябре 1982 года. Через год, «Mad World» и его сторона «Б», окажутся в дебютном альбоме группы The Hurting. Песня в конечном счете станет «первым международным хитом», достигнув Top 40 в нескольких странах в период между 1982 и 1983 годами.
Два десятилетия спустя, песня снова стала популярной, когда она была перепета медленным, минималистским стилем композиторами Майклом Эндрюсом и Гэри Джулсом в качестве саундтрека к фильму «Донни Дарко» в 2001 году, а затем снова в 2006 для видеоигры Gears of War. Эта версия заняла первое место в Великобритании в декабре 2003 года, и также стала международным хитом.

## История создания
«Mad World» начал свою жизнь как предполагаемая сторона «Б» для второго сингла группы «Pale Shelter» (You Don’t Give Me Love). Вместо этого группа решила, что это может быть тем, что люди хотели бы услышать по радио и сдерживают его выпуск, ожидая оформления песни в качестве сингла в своем собственном праве после его повторной записи с Крисом Хьюзом, бывшим барабанщиком Adam and the Ants.

Это произошло, когда я жил над пиццерией в Бате, и мог видеть центр города из окна. Бат не то чтобы безумный — я бы назвал его «буржуазный мир».
—Роланд Орзабал
Оригинальный текст (англ.)That came when I lived above a pizza restaurant in Bath and I could look out onto the centre of the city. Not that Bath is very mad – I should have called it "Bourgeois World"!

Mad World был первым синглом в законченном альбоме. Намерение состояло в том, чтобы привлечь внимание, и мы с надеждой поставили его немного выше. Мы понятия не имели, что он станет хитом. И звукозаписывающая компания тоже.
—Курт Смит
Оригинальный текст (англ.)"Mad World" was the first single off the finished album. The intention was to gain attention from it and we'd hopefully build up a little following. We had no idea that it would become a hit. Nor did the record company.

Фраза Курта в финале припева превратилась в ослышку. Смит разъяснил значение строчки в 2010 году:

С возрождающейся популярностью Mad World, я получаю больше вопросов о последней строке в альбомной версии из The Hurting, о строке, которую я иногда пою на концерте. Фактическая линия: «Halargian world.» (Не «illogical world», «raunchy young world»(!), «enlarging your world», или ряд других интересных, если даже не забавных предположений!). Реальная история: Halarge — это мнимая планета, придуманная либо Крисом Хьюзом, либо Покком Калленом во время записи альбома. Я добавил это как шутку во время записи, и мы оставили её. Теперь вы знаете.
—Курт Смит
Оригинальный текст (англ.)With Mad World's again-resurgent popularity, I'm getting asked more frequently about the last line on the album version from The Hurting, a line which I occasionally also sing in concert. The actual line is: "Halargian world." (Not "illogical world", "raunchy young world"(!), "enlarging your world", or a number of other interesting if not amusing guesses.) The real story: Halarge was an imaginary planet invented by either Chris Hughes or Ross Cullum during the recording of The Hurting. I added it as a joke during the lead vocal session, and we kept it. And there you have it.

## Значение
На песню оказали влияние теории Артура Янова, автора «Primal Scream». Строчка «the dreams in which I’m dying are the best I’ve ever had» («сны, в которых я умираю, лучшие из всех, что я когда-либо видел») предполагает, что сны интенсивного переживания, такого как смерть, будут лучшим высвобождением напряженности.

Лирически песня довольно свободна. Она сводит вместе много различных изображений, чтобы нарисовать картину, не сказав ничего конкретного о мире.
 —Роланд Орзабал
Оригинальный текст (англ.)Lyrically the song is pretty loose. It throws together a lot of different images to paint a picture without saying anything specific about the world

Это очень вуайеристическая песня. Она показывает безумный мир глазами подростка.
—Курт Смит
Оригинальный текст (англ.)It's very much a voyeur's song. It's looking out at a mad world from the eyes of a teenager.

## Версии песни
В версии Mad World на семидюймовой пластинке то же самое сочетание, как в песне из The Hurting. Песня имела только один ремикс на своём первом релизе, Всемирный ремикс. Этот микс очень похож на альбомную версию, наиболее заметные отличия — дополнительное эхо в интро и середине, а также удаление трудно уловимых нот из перехода. Позже ремикс известного британского музыкального продюсера Afterlife был представлен в 2005 в переиздание сборника лучших хитов Tears for Fears, Tears Roll Down (Greatest Hits 82-92)

## Сторона «Б»
«Ideas as Opiates» — песня, которая первоначально служила стороной «Б» для «Mad World». Позже она будет перезаписана для включения в The Hurting. Песня берет своё название от названия главы в книге Артура Янова «Prisoners of Pain» и тексты, связанные с понятием Первичной терапии. Песня музыкально разбросанна, использовано только фортепиано, драм-машина и саксофон. Альтернативная версия этой песни под названием «Saxophones as Opiates» была включена в качестве стороны «Б» на двенадцаидюймовом сингле, и преимущественно инструментальная.

Это глава из Янова, и это действительно отсылка на мышление людей, на идею, что эго может подавить много неприятных мыслей о себе, разум может обмануть себя, думая, что все отлично.
—Роланд Орзабал
Оригинальный текст (англ.)That's the chapter from Janov, and it's really a reference to people's mindsets, the way that the ego can suppress so much nasty information about oneself – the gentle way that the mind can fool oneself into thinking everything is great.

Это действительно было все о подобных вещах — психологический ответ на то, что религия — опиум народа, в то время как мы думали, что идеи — нечто большее, чем все остальное.
 —Курт Смит
Оригинальный текст (англ.)It really was all about that kind of thing – the psychological answer to religion being the opiate of the masses, whereas we thought ideas were, more than anything else.

## Видеоклип
Рекламный клип для Mad World, снятый в конце лета 1982 года, был первым музыкальным клипом группы. В нём Курт Смит с мрачным взглядом смотрит в окно, в то время как Роланд Орзабал выполняет странные танцы на берегу озера на причале. В одной из сцен видео показаны друзья и семьи членов группы, в том числе жена Смита, Линн.
Режиссёром клипа стал Клайв Ричардсон, который в то время был отмечен за свою работу с Depeche Mode.

## Список композиций
7": Mercury / IDEA3 (Великобритания) / 812 213-7 (United States)
1. «Mad World» — 3:32
2. «Ideas as Opiates» — 3:54

7": Mercury / IDEA3 (Ирландия) / 6059 568 (Австралия, Европа) / TOS 1411 (Южная Африка)
1. «Mad World» (World Remix) — 3:30
2. «Ideas as Opiates» — 3:54

7" double pack: Mercury / IDEA33 (Великобритания)
1. «Mad World» — 3:32
2. «Mad World» (World Remix) — 3:30
3. «Suffer the Children» (Remix) — 4:15
4. «Ideas as Opiates» — 3:54

12": Mercury / IDEA312 (Великобритания) / 6400 677 (Европа)
1. «Mad World» — 3:32
2. «Ideas as Opiates» — 3:54
3. «Saxophones as Opiates» — 3:54

## Позиции в чартах
| Год  | Чарт                        | Позиция |
| ---- | --------------------------- | ------- |
| 1982 | UK Singles Chart            | #3      |
| 1983 | Australian Singles Chart    | #5      |
| 1983 | German Singles Chart        | #21     |
| 1982 | Irish Singles Chart         | #6      |
| 1983 | New Zealand Singles Chart   | #25     |
| 1983 | South African Singles Chart | #2      |
| 1983 | Swiss Singles Chart         | #10     |

## Версия Майкла Эндрюса и Гэри Джулса
«Mad World» добьётся второй волны популярности почти двадцать лет спустя, после записи кавер-версии Майклом Эндрюсом и Гэри Джулсом к фильму Донни Дарко (2001). В то время как в версии Tears for Fears используются синтезаторы и тяжелые ударные, версия Эндрюса и Джулса урезанная, вместо полной музыкальной поддержки, он использовал только набор аккордов фортепиано, виолончель, а также немного вокодер в припеве. Их версия была выпущена на компакт-диске в 2002 году как саундтрек к фильму, но увеличение популярности, в связи с DVD-релизом фильма, наконец, побудило Джулса и Эндрюса к выпуску песни в качестве самостоятельного сингла. Релиз стал успешным в конце 2003 года, за Рождественские каникулы заняв первую строчку хит-парада в Великобритании, чего Tears for Fears сами не добились. Музыкальный клип, режиссёра Мишеля Гондри, с тех пор очень популярен на YouTube, его самый популярный пост набрал более 100 миллионов просмотров по состоянию на январь 2017. Он включен в DVD компиляцию Michel Gondry 2: More Videos (Before and After DVD 1). Песня была позже включена в коммерческую рекламу к видеоигре Gears of War. В 2004 году Роланд Орзабал был удостоен премии «Ivor Novello Awards» в категории «Автор самого успешного британского сингла 2003 года».

### Список композиций
CD1: Sanctuary / SANXD250 (Великобритания)
1. «Mad World» — 3:06
2. «No Poetry» — 3:59
3. «Mad World» (alternate version) — 3:37

CD2: Sanctuary / SANXD250X (Великобритания)
1. «Mad World» (Grayed Out Mix) — 6:45
2. «The Artifact & Living» — 2:26
3. «Mad World» (video) — 3:20

### Позиции в чартах
| Чарт (2003/2004/2007/2009/2010)      | Максимальная позиция |
| ------------------------------------ | -------------------- |
| UK Singles Chart                     | 1                    |
| USA Billboard Hot Modern Rock Tracks | 30                   |
| Australian Singles Chart             | 28                   |
| Austrian Singles Chart               | 13                   |
| Belgium Flanders Singles Chart       | 23                   |
| Canadian Digital Singles Chart       | 1                    |
| Danish Singles Chart                 | 6                    |
| Dutch Singles Chart                  | 4                    |
| French Digital Singles Chart         | 11                   |
| German Singles Chart                 | 3                    |
| Irish Singles Chart                  | 2                    |
| Portuguese Singles Chart             | 1                    |
| Swedish Singles Chart                | 10                   |
| Swiss Singles Chart                  | 53                   |
| New Zealand Singles Chart            | 37                   |

| Чарт лучших песен года (2004) | Позиция |
| ----------------------------- | ------- |
| German Singles Chart          | 14      |

| Чарт (2000—2009)               | Макс. позиция |
| ------------------------------ | ------------- |
| UK Top 100 Songs of the Decade | 53            |

| Страна         | Статус     | Продажи |
| -------------- | ---------- | ------- |
| Германия       | Золотой    | 250000  |
| Италия         | Золотой    | 25000   |
| Великобритания | Платиновый | 600000  |

| Чарт (2009)            | Макс. позиция |
| ---------------------- | ------------- |
| Canadian Hot 100       | 10            |
| U.S. Billboard Hot 100 | 19            |
| U.S. Billboard Pop 100 | 30            |

## Прочие версии
- Timmy Trumpet & Gabry Ponte - Mad World
- Smash Into Pieces - Mad World
- Adam Lambert - Mad World
- Harakiri For The Sky - Mad World
- Palaye Royale - Mad World
- The Funeral Portrait - Mad World